# Magnus Wislander
	Hans Einar Magnus Wislander (ur. 22 lutego 1964 w Göteborgu) – były szwedzki piłkarz ręczny, wielokrotny reprezentant kraju, jeden z najlepszych piłkarzy ręcznych w dziejach tej dyscypliny sportu. Występował na pozycji obrotowego. Uznany za najlepszego piłkarza ręcznego 1990 roku na świecie oraz najlepszego piłkarza ręcznego XX wieku przez IHF

## Kariera
Mistrz świata w latach 1990 i 1999, wicemistrz w roku 1997 i 2001, brązowy medalista w latach 1993 i 1995. Mistrz Europy 1994, 1998, 2000 i 2002. Trzykrotny srebrny medalista Igrzysk Olimpijskich w latach: 1992, 1996, 2000.
Wielokrotny mistrz Niemiec z drużyną THW Kiel (1994, 1995, 1996, 1998, 1999, 2000 i 2002; trzykrotny zwycięzca Pucharu Niemiec (1998, 1999 i 2000); pięciokrotny mistrz Szwecji z drużyną Redbergslid Göteborg; sportowiec roku w Kilonii nieprzerwanie w latach 1994-1996.
W 357 meczach Bundesligi w barwach THW Kiel zdobył 1332 bramki, co daje mu średnią 3,7 bramki na mecz. Dla reprezentacji „A” Szwecji rozegrał 384 mecze, w których na listę strzelców wpisywał się aż 1185 razy (stan na 21.10.2004). W narodowych barwach zadebiutował 16 stycznia 1985 w meczu przeciwko ówczesnemu Związkowi Radzieckiemu.

## Sukcesy

### klubowe
- Mistrzostwo Szwecji:
  -  1985, 1986, 1987, 1989, 2003
- Mistrzostwo Niemiec:
  -  1994, 1995, 1996, 1998, 1999, 2000, 2002
- Puchar Niemiec:
  -  1998, 1999, 2000
- Puchar EHF:
  -  1998, 2002
- Liga Mistrzów EHF:
  -  2002

### reprezentacyjne
- Mistrzostwa Świata:
  -  1990, 1999
  -  1997, 2001
  -  1993, 1995
- Mistrzostwa Europy:
  -  1994, 1998, 2000, 2002
- Igrzyska Olimpijskie:
  -  1992, 1996, 2000

## Wyróżnienia
- Najlepszy piłkarz ręczny roku 1990 na świecie.
- Najlepszego piłkarza ręcznego XX wieku.
- MVP mistrzostw Europy w 2002 r.
- MVP sezonu 1999/2000 w Bundeslidze.